# 埃克托尔·普利多
埃克托尔·普利多（西班牙語：Héctor Pulido，1942年12月20日—2022年2月18日），墨西哥男子足球运动员，司职中场。他曾代表墨西哥参加1967年泛美运动会足球比赛，获得一枚金牌。他也曾入选1970年国际足联世界杯墨西哥队名单。